# Olga (Schiff, 1854)
Der Glattdeckdampfer Olga war das erste von der Königlich Württembergischen Staats-Eisenbahnen in Betrieb genommene Bodensee-Dampfschiff. Mit der Olga wurde der Schiffsbestand der Württembergischen Eisenbahn aufgestockt, um das zunehmende Transportaufkommen bewältigen zu können. Das von der Maschinenfabrik Esslingen gebaute Schiff erhielt seinen Namen nach Königin Olga.

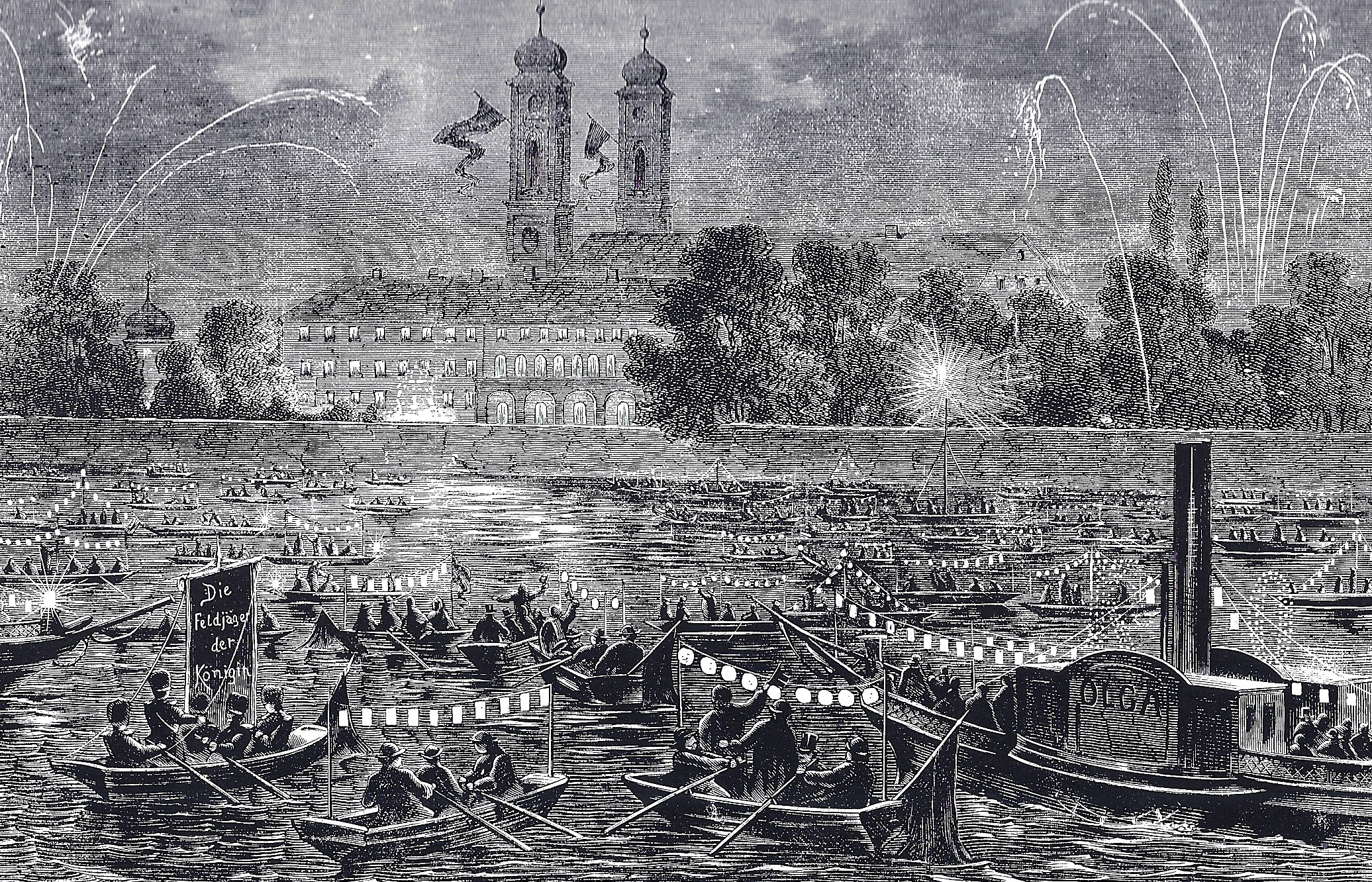
Dampfschiff Olga (1854–1892) bei einem Feuerwerk vor dem Schloss Friedrichshafen

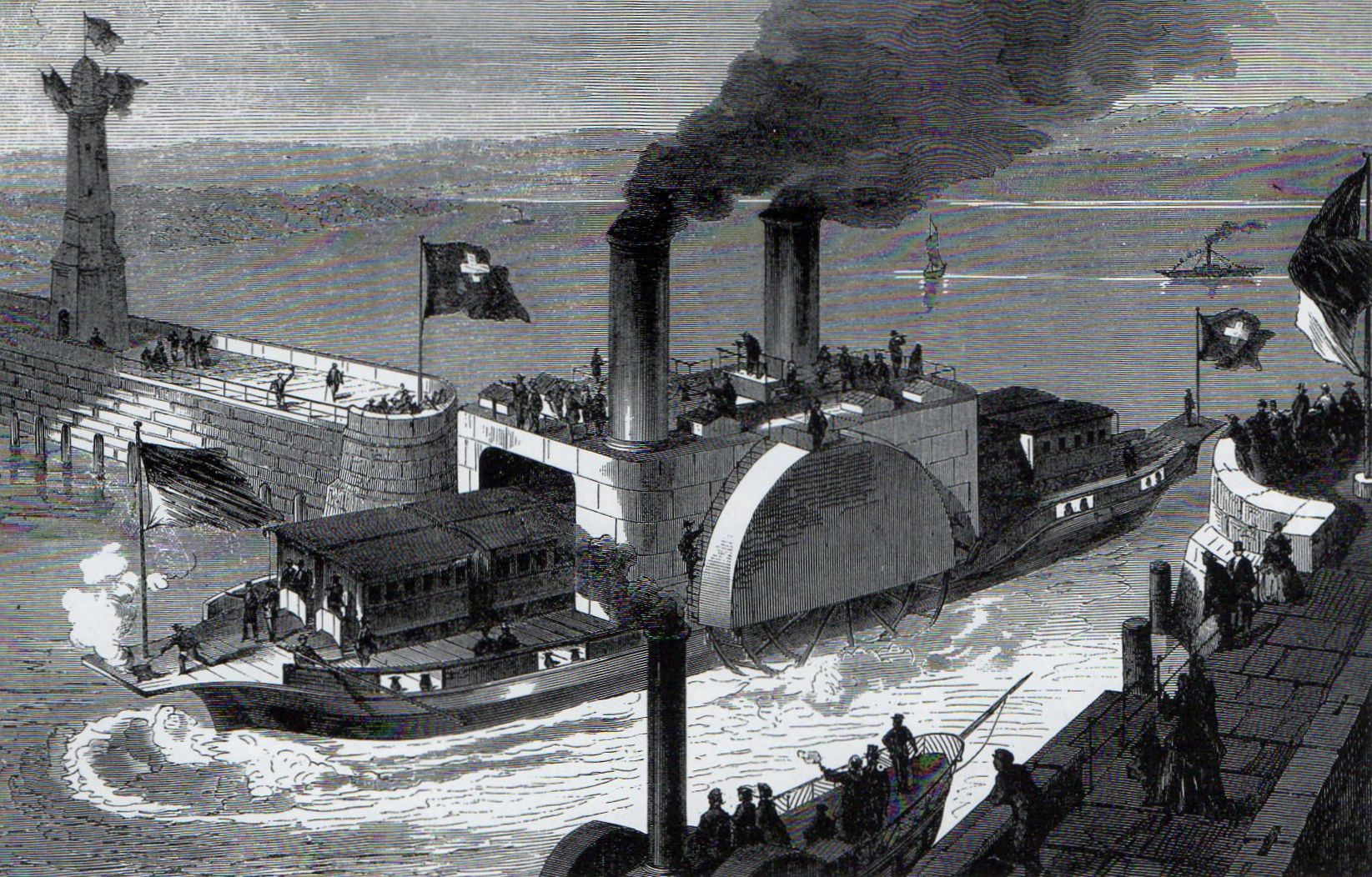
Die Olga und der „Kohlenfresser“

Obwohl Württemberg nach der Gründung des Deutschen Kaiserreichs 1871 seine Souveränität weitgehend abgab, blieben die Eisenbahnen aller drei süddeutschen Länder und damit auch die Olga unter der jeweiligen Landeshoheit. Auf dem Bodensee gab es daher keine Passagierdampfer, die unter der Flagge des Kaiserreichs fuhren.
1892 wurde das Nachfolgeschiff Königin Charlotte in Dienst gestellt. Die Olga wurde wenige Tage nach dem Tode der Namensgeberin Königin Olga von Württemberg außer Betrieb gesetzt.